# Alexandr Baranov (rychlobruslař)
Alexandr Baranov (rusky Александр Баранов; 15. května 1960 Jaroslavl – 6. prosince 2023) byl sovětský rychlobruslař.
Na mezinárodní scéně se poprvé představil v sezóně 1982/1983, kdy debutoval sedmým místem na Mistrovství Evropy. O několik týdnů později získal bronzovou medaili na Mistrovství světa. V dalších letech se až na výjimky účastnil pouze domácích závodů a šampionátů. Je rychlobruslařským mistrem Sovětského svazu z roku 1983. V roce 1992 startoval na Mistrovství Evropy, což byl také jeho poslední absolvovaný start.
Zemřel 6. prosince 2023 ve věku 63 let.